# Garvão
Garvão ist ein Ort und eine Gemeinde freguesia im Baixo Alentejo in Portugal. Der Ort liegt im Landkreis von Ourique, und hat eine Fläche von 44,2 km² mit 730 Einwohnern (Stand 30. Juni 2011). In der Gemeinde Garvão befindet sich der Ort Funcheira. Hier kommen die Bahnstrecken der Linha do Sul und der Linha do Alentejo zusammen. Von hier aus führen die Strecken vereinigt über das Gebirge in die Algarve.

## Geschichte
Erste Siedlungsansätze gehen auf die Zeit der Kelten zurück. 
Garvão war selbst Hauptort eines Landkreises zwischen 1267 und dem Beginn des 19. Jahrhunderts. Es bestand damals aus den Gemeinden (freguesias) von Garvão und Santa Luzia. Es gab dort 1801 bereits 878 Einwohner.
Im Ort gibt es Überreste einer antiken Stadtmauer der Cerro do Castelo und dem Fort von Garvão.